# Клавкіна Олександра Олексіївна
Олександра Олексіївна Клавкіна (15 квітня 1914, с. Стрілецьке, Курська губернія — 11 травня 1998) — доярка колгоспу «Нове життя», Бєлгородської області, Герой Соціалістичної Праці (1966).

## Біографія
Народилася 15 квітня 1914 року в селі Стрілецьке Білгородського повіту Курської губернії (нині Бєлгородського району, Білгородська область) в селянській родині.
Закінчила початкову школу і працювала в домашньому господарстві батьків. У 1928 році переїхала в Бєлгород, працювала різноробочою на різних підприємствах міста.
У серпні 1943 році, відразу ж після звільнення Бєлгорода та району від гітлерівських окупантів, Клавкіна подала заяву у колгосп «Нове життя», що тільки починав відроджуватися. Їй дісталася найважча на той час ділянка роботи — дояркою молочнотоварної ферми.
Протягом цілого ряду років Клавкіна отримувала найвищі надої молока не лише в господарстві, а й у всьому районі. У 1956 році вона надоїла по 3800 кілограмів молока на одну корову і однією з перших в області перейшла за чотиритисячний рубіж. Чотири рази була учасницею ВДНГ СРСР.
Померла О.О. Клавкіна 11 травня 1998 році на 85-му році життя.

## Нагороди
- 22 березня 1966 року Указом Президії Верховної Ради СРСР Олександрі Олексіївні Клавкіній присвоєно почесне звання Героя Соціалістичної Праці з врученням ордена Леніна і Золотої медалі «Серп і Молот».
- Нагороджена двома орденами Леніна (1959, 1966).
- Отримала почесне звання «Майстер тваринництва Бєлгородської області».

## Пам'ять
- О.О. Клавкіна була учасницю документального фільму «Селяни» (1971), студія ЦСДФ (РЦСДФ)[1].